# Phalloptychus
 Phalloptychus  és un gènere de peixos de la família dels pecílids i de l'ordre dels ciprinodontiformes.

## Taxonomia
- Phalloptychus eigenmanni (Henn, 1916)
- Phalloptychus januarius (Hensel, 1868)[1][2][3][4][5][6]